# Mathilde Wesendonck

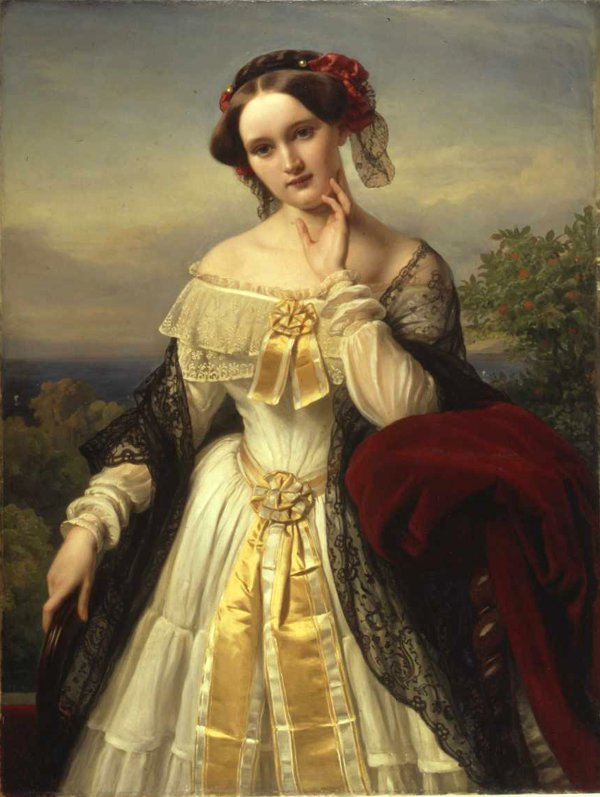
Mathilde Wesendonck in 1850, portret van Karl Ferdinand Sohn

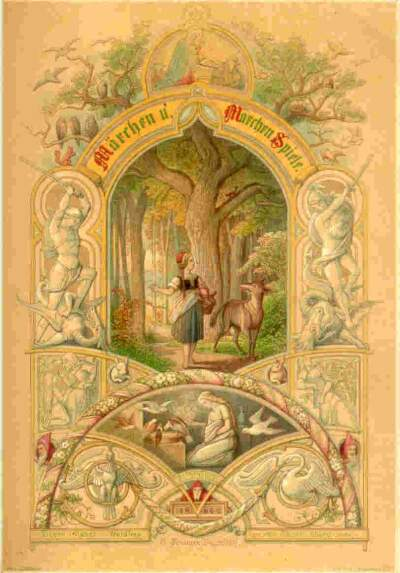
De omslag van Wesendoncks Märchen u. Märchen Spiele (1864), ontwerp van Caspar Scheuren

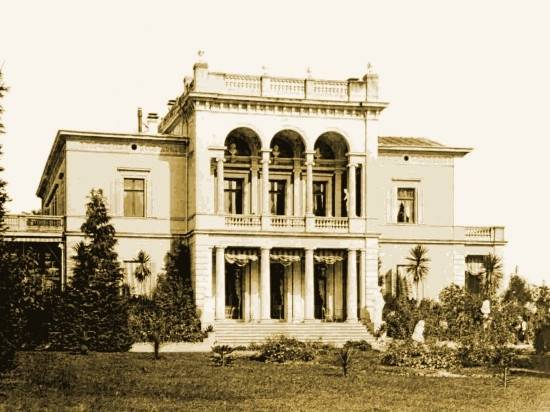
De villa Wesendonck in Zürich

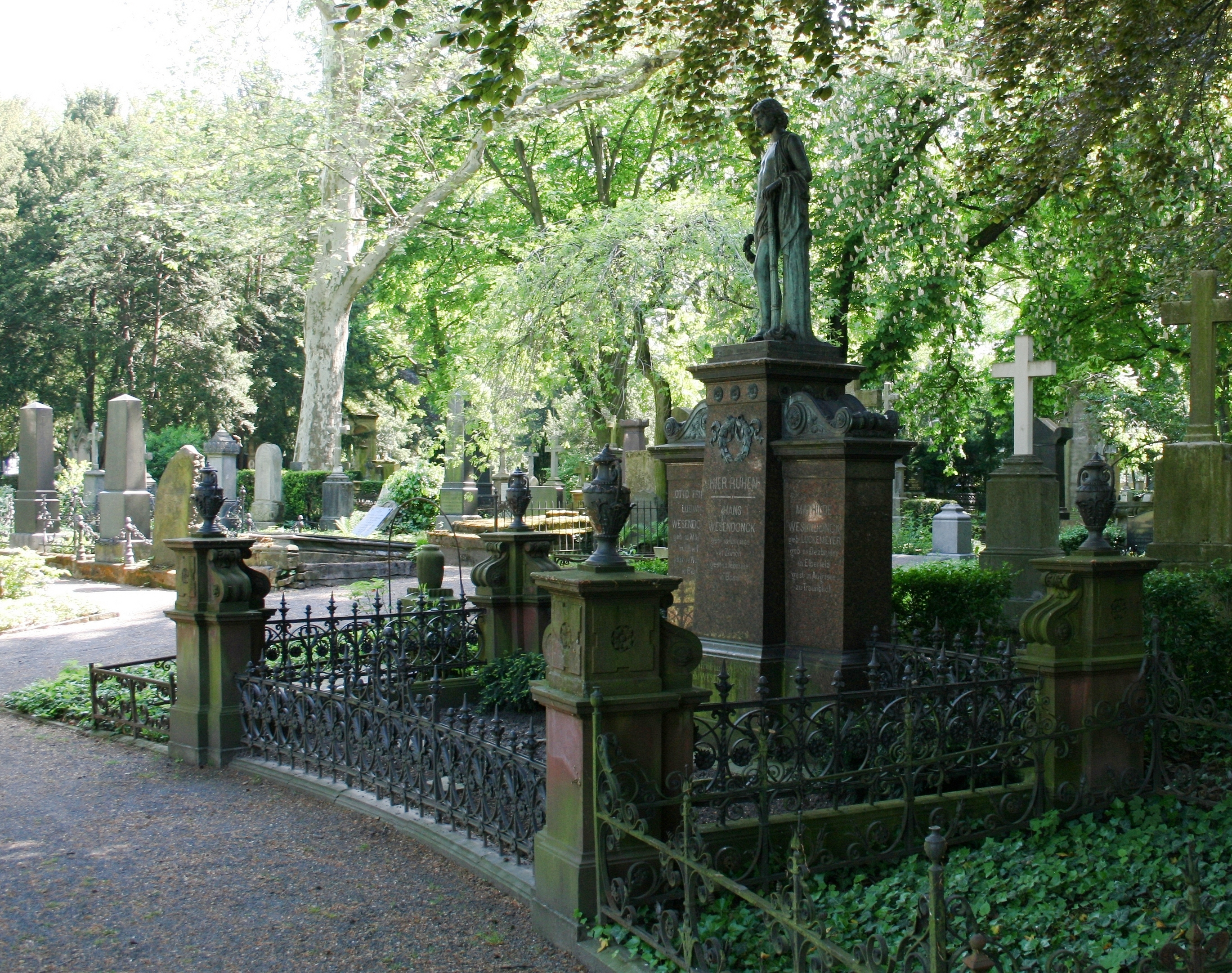
Grafmonument voor Mathilde Wesendonck en familie, Bonn, Duitsland

Agnes Mathilde Wesendonck geb. Luckemeyer (Elberfeld, 23 december 1828 — Altmünster, 31 augustus 1902) was een Duits schrijfster. Ze is vooral bekend geworden als muze van de componist Richard Wagner.
Mathilde Wesendonck, die aanvankelijk de voornaam Agnes gebruikte, was afkomstig uit Elberfeld (thans: Wuppertal) en bracht haar jeugd in Düsseldorf door. Haar vader Karl Luckemeyer was daar een der oprichters van de Deutsch-Holländische Dampfschiffahrtsgesellschaft, kende koning Frederik Willem IV persoonlijk en gaf zijn dochter een Pruisische opvoeding. Mathildes moeder kwam uit Keulen en stierf jong.
In het revolutiejaar 1848 trouwde Mathilde Wesendonck in Düsseldorf met de zijdehandelaar Otto Wesendonck. Het echtpaar vestigde zich enkele jaren later in Zürich. Daar leerden beiden de componist Wagner kennen, die om politieke redenen uit Saksen was uitgeweken: Otto werd de mecenas van de componist en Mathilde diens muze. Wagner en zijn vrouw Minna kregen onderdak in de directe nabijheid van de villa die de Wesendoncks in 1857 in Zürich hadden laten bouwen. Mathilde kreeg er inzage in het libretto van Wagners nog onvoltooide opera Tristan en Isolde en schreef daarop een vijftal gedichten, die de componist op muziek zette en bekend zouden worden als de Wesendonck-Lieder. Het zijn de enige door Wagner getoonzette teksten die de componist niet zelf heeft geschreven. De muziek wijst vooruit naar de opera, waarin de Isoldefiguur op Mathilde is geënt. Bij het schrijven van de muziek voor dit laatste werk was Wagners relatie met Mathilde Wesendonck inmiddels afgebroken: de onderschepping van een liefdesbrief van Wagner aan Mathilde door zijn vrouw Minna was daar in 1858 de aanleiding toe geweest. De affaire kostte de componist bovendien zijn huwelijk met Minna.
In 1872 vestigden de Wesendoncks zich in Dresden en in 1882 in Berlijn. Mathilde Wesendonck stierf in 1902, zes jaar na haar echtgenoot, in de Villa Traunstein in Salzkammergut, die de Wesendoncks na de dood van Mathildes vader in 1878 hadden verworven. Mathilde Wesendonck ligt begraven op het alte Friedhof in Bonn. Te Bonn was in 1882 haar jongste zoon Hans gestorven, waarna hier een familiegraf was ingericht. De enige van de vijf kinderen Wesendonck die Mathilde overleefde was Karl, die zich na zijn verheffing in de adelstand Wesendonk zou noemen, reden waarom ook Mathildes naam vaak zonder c wordt gespeld. De stad Bonn kocht in 1925 de schilderijenverzameling van Mathilde en Otto Wesendonck.
Als schrijfster heeft Wesendonck geen grote bekendheid verworven. Aanvankelijk schreef ze vooral gedichten, ook voor kinderen, en later vooral drama's over historische figuren of personen uit de sagenwereld, waarin vrouwen de hoofdrol spelen: Genoveva (1866), Gudrun (1868) en Edith of de slag bij Hastings (1872).
Zeven andere gedichten van haar zijn op muziek gezet door de Hongaarse Wagner-epigoon Ödön Mihalovich. Haar pogingen om Wagners tegenpool Johannes Brahms, die ze in 1868 had leren kennen, ertoe te bewegen om haar gedichten of zelfs haar Gudrun op muziek te zetten, slaagden niet.

## Lijst van werken (selectie)[1]
- Gedichte, Volkslieder, Legenden, Sagen (z.j. 1864?)
- Natur-Mythen: Mai 1865 (1865)
- Märchen u. Märchen Spiele (1864)
- Genovefa: Trauerspiel in 3 Aufzügen (1866)
- Gudrun. Schauspiel in 5 Akten (1868)
- Deutsches Kinderbuch in Wort und Bild (1869)
- Friedrich der Grosse: dramatische Bilder nach Franz Kugler (1871)
- Edith, oder, Die Schlacht bei Hastings: ein Trauerspiel (1872)
- Gedichte, Volksweisen, Legenden und Sagen (1874)
- Der Baldur-Mythos (1875)
- Odysseus: ein dramatisches Gedicht in zwei Theilen und einem Vorspiel (1878)
- Alte und neue Kinder-Lieder und Reime (1890)
- Alkestis: Schauspiel in vier Aufzügen. (1891)